# Summit Tunnel
Der Summit Tunnel wurde von 1838 bis 1841 von der Manchester and Leeds Railway erbaut und ist damit einer der ältesten Eisenbahntunnel in der Welt. Er unterquert die Pennines zwischen Littleborough und Walsden. Durch ihn führt die zweigleisige Bahnstrecke Leeds-Manchester Victoria, die von den Zügen der Calder Valley Line befahren wird.

## Daten

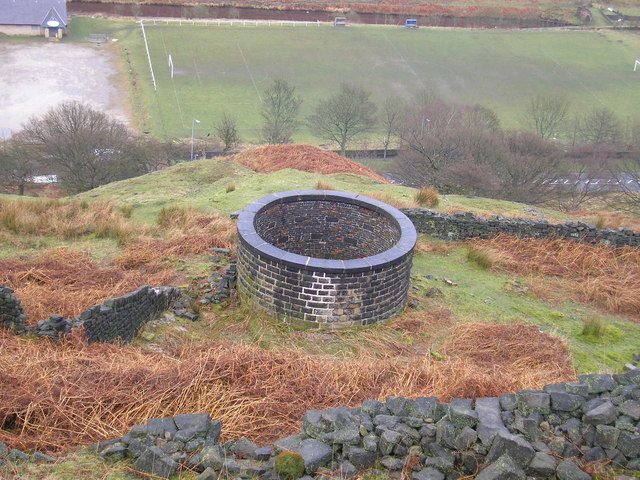
Einer der Luftschächte, März 2008

Seine Länge beträgt etwas über 1,6 Meilen (2,6 km). Er war bei seiner Fertigstellung der längste Eisenbahntunnel der Welt.
Der Querschnitt der einzigen Tunnelröhre ist hufeisenförmig mit einer Höhe von 21,6 ft (6,6 m) und einer Breite von 23,6 ft (7,2 m). Er wurde bergmännisch von Hand durch Schiefer, Steinkohle und Sandstein vorgetrieben und mit einer sechsfachen Ziegelschicht ausgemauert. Der Fluchtung dienten 14 Hilfsschächte, von denen nach Eröffnung des Tunnels zwei verschlossen wurden. Die übrigen dienen zur Lüftung.
Der Tunnel ist zur Gleisfreimeldung mit Gleisstromkreisen der Bauart Ebi Track 400 ausgerüstet.

## Geschichte
Die Manchester and Leeds Railway ging in der Lancashire and Yorkshire Railway auf. Nach der großen Umstrukturierung der britischen Eisenbahnen 1921 wurde der Tunnel von der London and North Western Railway betrieben, nach der Verstaatlichung der Eisenbahnen von British Rail.

## Unfälle

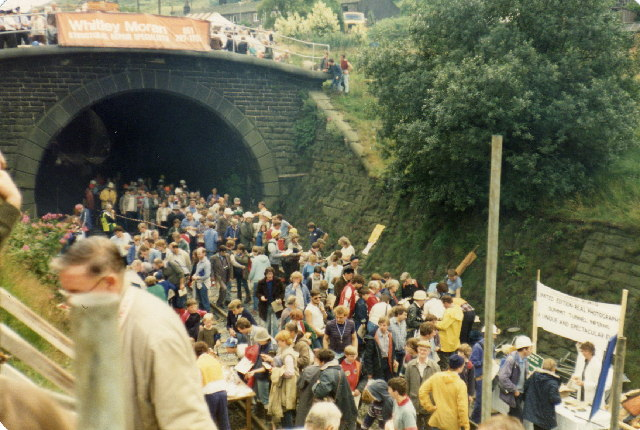
Nördliches Tunnelportal am 17. August 1985, zwei Tage vor der Wiedereröffnung, als der Tunnel für eine öffentliche Begehung freigegeben war.

- Die Strecke wurde anfangs ohne Streckenblock betrieben, die Züge fuhren im Zeitabstand. Das bedeutete, dass nach Abfahrt eines Zuges aus einem Bahnhof auf die Strecke diesem nach einer festgelegten Zeit der nächste folgen durfte. Blieb ein Zug liegen, so musste dem folgenden Zug jemand entgegen geschickt werden, um ihm zu signalisieren, dass die Strecke noch besetzt war. Am Abend des 19. August 1855 hatte ein überlanger, schwerer Ausflugszug mit der Steigung hinauf zum Tunnel zu kämpfen und kam 400 Meter nach Passieren der Einfahrt im Tunnel zum Stehen, weil die Dampflokomotive nicht mehr genug Dampf entwickelte. Dem Bremser auf dem letzten Wagen war bekannt, dass ein Güterzug folgte. Er stieg also ab und lief dem Folgezug entgegen, kam aber wegen schlechter Sicht und der Schwierigkeit, im Gleisbett voranzukommen, nicht weit. Im Abstand von 50 m und 100 m platzierte er Knallkapseln auf den Schienen. Das reichte aber nicht aus, den Güterzug noch anzuhalten, der auf den stehenden Personenzug auffuhr. Acht Menschen wurden bei dem Unfall verletzt.[2]
- Weitere Unfälle, über die nichts Näheres bekannt ist, ereigneten sich am 20. September 1884 und am 29. August 1899.[3]
- Am 6. Februar 1922 kam es am frühen Morgen bei einem Güterzug im Tunnel zu einer Zugtrennung, als eine Kupplung riss. Der nachfolgende Personenzug von Manchester Victoria Station nach Normanton, der allerdings nur fünf Fahrgäste beförderte, fuhr auf den liegengebliebenen Zugteil auf. Sieben Menschen wurden verletzt, vier Fahrgäste und drei Bahnbedienstete.[4]
- Am Morgen des 20. Dezember 1984 entgleiste im Tunnel ein Güterzug aus Kesselwagen, die Benzin geladen hatten, infolge eines defekten Achslagers nach einem Heißläufer.[5] Auslaufendes Benzin entzündete sich. Die Lokomotive und die ersten drei Waggons konnten noch aus dem Tunnel gefahren werden. Durch Druckanstieg öffneten sich die Sicherheitsventile der anderen Wagen, deren Ladegut ebenfalls Feuer fing. Mangel an Sauerstoff führte dazu, dass heiße Dämpfe aus den Luftschächten aufstiegen und sich an der Luft entzündeten. Das Feuer brannte drei Tage und konnte nur durch Einleiten von Löschschaum in die Luftschächte eingedämmt werden. Verletzt wurde niemand.[6] An der Tunnelausmauerung entstanden nur verhältnismäßig geringe Schäden. Reparaturen waren vor allem unterhalb des 8. und des 9. Luftschachts notwendig, diese Schächte wurden verschlossen. Etwa eine halbe Meile (800 m) Gleis musste ausgewechselt werden. Teile des Tunnels wurden mit Beton ausgekleidet.[7] Der Tunnel wurde am 19. August 1985 wiedereröffnet,[8] kurz vorher bestand die einmalige Gelegenheit zu seiner Begehung.
- Ein weiterer Auffahrunfall ereignete sich im Tunnel am 20. Mai 1990.[9]
- Am 28. Dezember 2010 entgleiste ein Personenzug von Manchester nach Leeds durch Eis, das sich bei ungewöhnlich kaltem Wetter in den Luftschächten gebildet hatte und dann auf die Gleise gefallen war. Es gab keine Verletzten.[10][11]